# Världsinfektionsfonden
Världsinfektionsfonden (Vif) är en svensk, ideell forskningsstiftelse som arbetar med forskningsfinansiering inom området för infektionssjukdomar som drabbar jordens fattiga befolkning, samt kunskapsdelning och opinionsbildning för att stärka Sveriges resurser inom hälsoforskning. Stiftelsen bildades 2005 av forskare och frivilliga krafter, däribland Anders Björkman, Olle Terenius, Gunilla Källenius, Hans Wigzell, Birgitta Dahl, Hans Rosling och P-O Edin. 
Världsinfektionsfonden finansieras genom gåvor från företag och privatpersoner och granskas av Svensk insamlingskontroll.

## Verksamhet
Världsinfektionsfondens huvudsakliga mål är att påverka möjligheten för framsteg inom forskning på infektionssjukdomar genom att tillhandahålla en stark resursbas för främst unga forskare på svenska universitet. Detta sker huvudsakligen genom resestipendier men även genom att finansiera större forskningsprojekt. Ansökningarna granskas av verksamhetens Vetenskapliga nämnd.
Infektionssjukdomarna som Världsinfektionsfonden bekämpar är:
- Tuberkulos
- Malaria
- HIV/AIDS
- Försummade tropiska sjukdomar, såsom Chagas sjukdom, snäckfeber, leishmaniasis och sömnsjuka.
- Mässling
- Luftvägsinfektioner, såsom bronkit och lunginflammation.
- Diarrésjukdomar
- Återfallsfeber

Utöver forskningsfinansiering arbetar Världsinfektionsfonden nära Regeringskansliet, Sida och internationella organisationer som WHO, Läkare utan gränser, samt Globala fonden för att öka kunskapen om sjukdomarna och forskningens roll i bekämpandet av dem.

## Organisation
Stiftelsen har sitt huvudsäte i Stockholm och drivs idag genom en operativ styrelse och ett volontärnätverk. Världsinfektionsfonden har två hedersledamöter: Henning Mankell och Lars-Olof Kallings.